# 基普峰
基普峰（英語：Kip Peak），是南極洲的山峰，位於沙克爾頓海岸，處於滕皮斯特峰東北面3公里，屬於亞歷山德拉皇后山脈的一部分，海拔高度超過3,000米，在1995年由英國南極名稱諮詢委員會以地質學家命名，現時由南極條約體系管理。